# TW Возничего
TW Возничего (лат. TW Aurigae), HD 39783 — одиночная переменная звезда в созвездии Возничего на расстоянии приблизительно 1245 световых лет (около 382 парсеков) от Солнца. Видимая звёздная величина звезды — от +9,5m до +7,4m.

## Характеристики
TW Возничего — красный гигант, пульсирующая полуправильная переменная звезда типа SRB (SRB) спектрального класса M5III или M4:IIIvar. Эффективная температура — около 3293 К.